# TT413

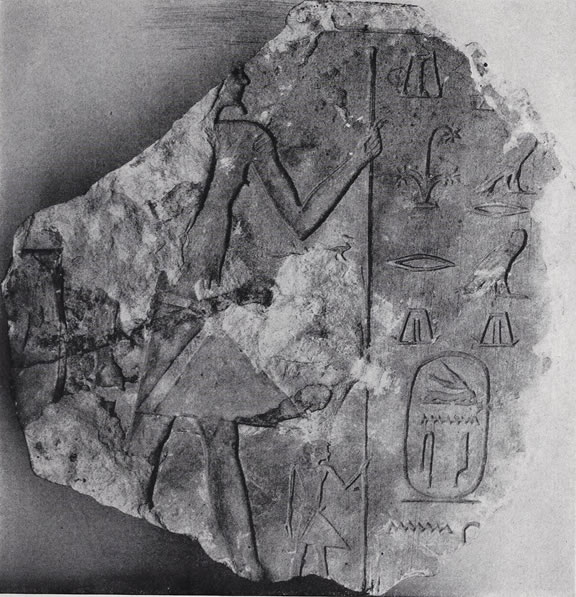
Stele des Unasanch

Das Grab TT1413 (Theban Tomb – Thebanisches Grab Nummer 413) ist ein altägyptisches Grab. Es befindet sich in Theben-West beim modernen Ort Luxor in Ägypten im Nekropolenteil, der heute el-Chocha genannt wird. Die Grabanlage gehörte dem Großen Oberhaupt der Provinz, Unasanch. Unasanch war damit der oberste Verwalter einer Provinz (siehe Gau (Ägypten)), auch als Gaufürst oder unscharf als „Nomarch“ bezeichnet.
Das Grab des Unasanch gehört zu den wenigen Anlagen der thebanischen Nekropole, die in das Alte Reich datieren. Das Grab besteht aus einer in den Felsen gehauenen Grabkapelle und aus unterirdischen, ebenfalls in den Felsen geschlagenen Grabkammern, die beraubt aufgefunden wurden. Die ausgemalte Grabkapelle besteht im Wesentlichen nur aus einem Raum. Drei sich im Boden befindende Öffnungen führen zu drei unter der Kapelle liegenden Grabkammern, die undekoriert sind.
Die Grabkapelle ist ausgemalt. Auf der nördlichen Wand sieht man Unasanch sitzen, hinter ihm ist ein Bett dargestellt, vor ihm befinden sich in mehreren Registern Musikanten, Tänzer und darunter Arbeiter, deren Tätigkeiten aber nur schwer zu deuten sind, da die Malereien nicht gut erhalten sind. Hier sind auch Getreidespeicher dargestellt. Auf der südlichen Wand sind zwei Schiffe mit bunten Segeln wiedergegeben. Auf der westlichen Wand sieht man Unasanch und seine Gemahlin, die an einem Tisch mit zahlreichen Speiseopfern sitzen. Von der linken Seite der Wand sind zwei Register erhalten. Oben sieht man eine Reihe von Dienern, die Opfergaben bringen. Darunter befinden sich jeweils zwei Männer, die dabei sind, ein geschlachtetes Rind zu zerlegen.
Beim Grab fanden sich zwei Stelen, die jeweils Unasanch zeigen und seinen Namen und Titel nennen.